# モコーネジ
モコーネジ(イタリア語: Mocònesi)は、イタリア共和国リグーリア州ジェノヴァ県にある、人口約2,500人の基礎自治体（コムーネ）。

## 地理

### 位置・広がり

#### 隣接コムーネ
隣接するコムーネは以下の通り。括弧内のALはアレッサンドリア県 所属を示す。
- チカーニャ
- ファヴァーレ・ディ・マルヴァロ
- ロルシカ
- モンテブルーノ
- ネイローネ
- トッリーリア
- トリボーニャ

### 地震分類
イタリアの地震リスク階級 (it) では、3 に分類される
。

## 行政

### 分離集落
モコーネジには、以下の分離集落（フラツィオーネ）がある。
- Cornia, Dragonaria, Ferrada (sede comunale), Gattorna, Moconesi Alto, Pezzonasca, Santa Brilla, Terrarossa Colombo